# Chirbat al-Chazraf
Chirbat al-Chazraf (arab. خربة الخذراف) – wieś w Syrii, w muhafazie Aleppo, w dystrykcie Manbidż. W 2004 roku liczyła 1027 mieszkańców.